# Ceperov
Ceperov či Ceperiv (ukrajinsky Цеперів, polsky Ceperów) je vesnice ve Lvovském rajonu ve Lvovské oblasti na Ukrajině. Má 256 obyvatel. Leží 3 km severně od sídla Novyj Jaryčiv u řeky Dumnyca, 25 km severovýchodně od Lvova.

## Rodáci
- Ivan Paňkevyč – československý slavista a dialektolog